# Matabiau
Pour les articles homonymes, voir Bayard.
Le quartier Matabiau, Matabuòu (oc) , (parfois appelé Bayard) se situe au nord est du centre-ville de Toulouse, près du canal du Midi.
Depuis 1856, le quartier est lié à la gare Matabiau.

## Origine du nom
Son nom vient de l'occitan matar buòu (tuer le bœuf). D'après une légende populaire, on aurait tué à proximité, en l'an 250 après J.-C., le taureau responsable de la mort de Saturnin, premier évêque de Toulouse, après sa course folle depuis le Capitole romain (place Esquirol actuelle). Le taureau serait parti vers le Nord, empruntant le cardo maximus (rue Saint-Rome actuelle), sorti de la ville par la porte Nord ou Porterie (place du Capitole actuelle) et continuant par la rue du Taur.
En réalité, il semble que le nom du quartier provienne plutôt de la présence, à cet endroit, des abattoirs de la ville.

## Géographie
Le quartier se situe géographiquement entre la gare de Toulouse-Matabiau et l'hyper-centre urbain et est entouré par ceux de Saint-Sernin, Saint-Aubin et Marengo-Jolimont.
Il est délimité par le canal du Midi et les voies ferrées de la gare Matabiau au nord-est, les allées Jean-Jaurès au sud-est, le boulevard de Strasbourg au sud-ouest et la rue Roquelaine au nord-ouest.
Il est centré autour de la rue Bayard, de type haussmanienne, qui traverse le faubourg. Cette rue est la continuité de la rue d'Alsace-Lorraine, et mène à la gare. Cette dernière est située en limite du quartier Matabiau, dans le quartier Jolimont.

## Aménagement urbain

### Grand Matabiau
Un projet d'envergure métropolitaine est en cours de finalisation concernant un centre d'affaires d'environ 400 000 à 500 000 m2 sur le site Raynal-Périole-Matabiau. Ce projet qui se nomme Grand Matabiau (anciennement Toulouse Euro-Sud-Ouest) comprendra au total environ 1 million de m2 (logements, bureaux, commerces, centre commercial, loisirs) entourant un pôle multimodal autour de la gare Matabiau et de la future gare Marengo (TGV, TER, métro, bus, parkings).

## Voies de communications et transports

### Transports en commun
- Gare Matabiau / Marengo – SNCF :
  - TGV, Intercités
  - TER Occitanie et 22 lignes du réseau Lio
  - L8L9
  - 141527AéroportCimetières

- Jean Jaurès
  - L1L8L9
  - 1415 2329AéroportCimetièresVille

- Jeanne d'Arc
  - L1
  - 14152329394570AéroportHôpital RangueilCimetièresVille

### Axes routiers
Le quartier est délimité par les allées Jean-Jaurès et le boulevard de Strasbourg. La rue Bayard est l'artère centrale du quartier.